# Nationaal park Braulio Carrillo
Nationaal park Braulio Carrillo (Spaans: Parque Nacional Braulio Carrillo) is een nationaal park in Costa Rica. Het is sinds 1978 beschermd gebied. Braulio Carrillo is 47.580 hectare groot.
Braulio Carrillo omvat berg- en nevelwouden in de Centrale Vulkanische Bergketen (Cordillera Volcánica Central). In het gebied ligt de vulkaan Barva, die 2906 meter hoog is en verscheidende kratermeren omvat. Door het park loopt de snelweg van San José naar Puerto Limón.